# Krotoszyn (gmina)
Pour les articles homonymes, voir Krotoszyn (homonymie).
Krotoszyn est une gmina mixte du powiat de Krotoszyn, Grande-Pologne, dans le centre-ouest de la Pologne. Son siège est la ville de Krotoszyn, qui se situe environ 88 km au sud-est de la capitale régionale Poznań.
La gmina couvre une superficie de 255,52 km2 pour une population de 40 360 habitants en 2006.

## Géographie

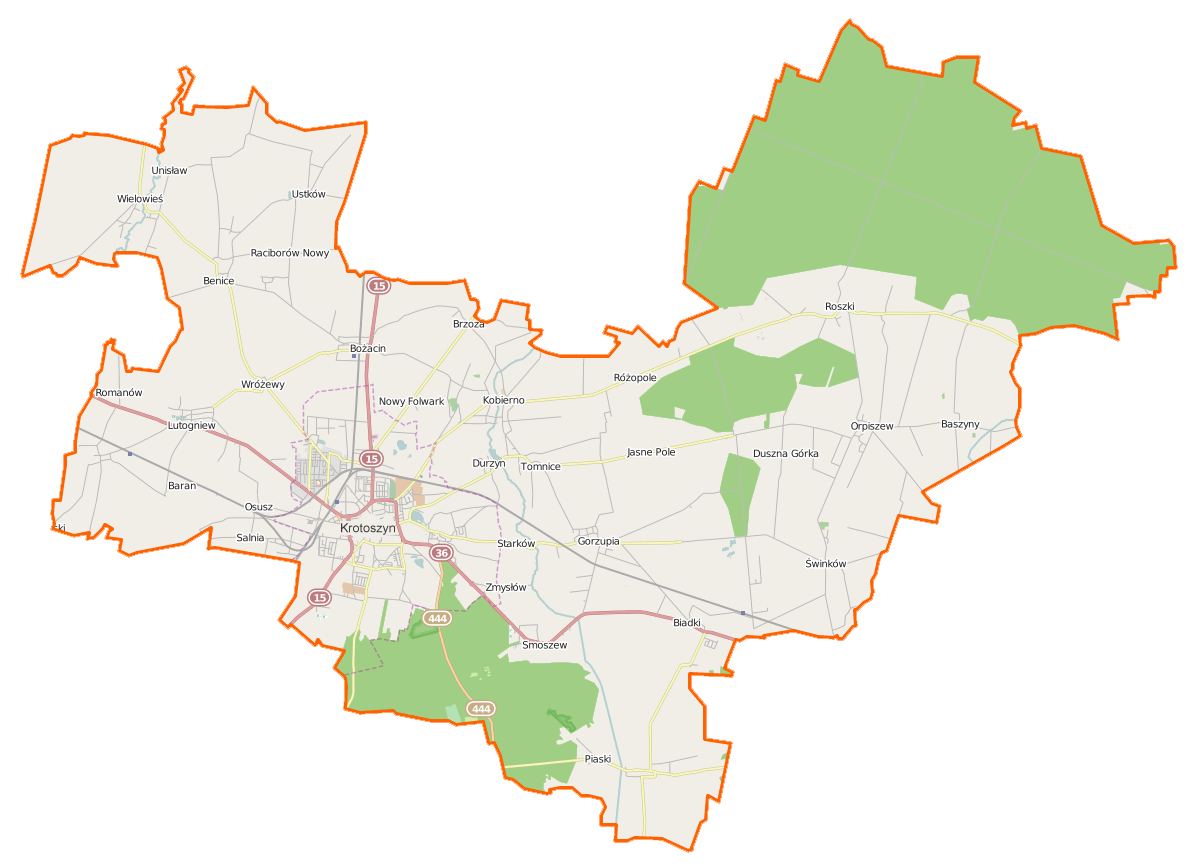
Plan de la gmina.

Outre la ville de Krotoszyn, la gmina inclut les villages et les localités de :
- Baszyny
- Benice
- Biadki
- Bożacin
- Brzoza
- Chwaliszew
- Dąbrowa
- Durzyn
- Duszna Górka
- Dzierżanów
- Gorzupia
- Janów
- Jasne Pole
- Jastrzębiec
- Jaźwiny
- Jelonek
- Kobierno
- Lutogniew
- Nowy Folwark
- Orpiszew
- Osusz
- Raciborów
- Romanów
- Roszki
- Różopole
- Smoszew
- Stare Budy
- Świnków
- Tomnice
- Unisław
- Ustków
- Wielowieś
- Wronów
- Wróżewy

### Gminy voisines
La gmina de Krotoszyn est bordée :
- de la ville de :
  - Sulmierzyce

- des gminy de :
  - Dobrzyca
  - Kobylin
  - Koźmin Wielkopolski
  - Ostrów Wielkopolski
  - Pogorzela
  - Raszków
  - Rozdrażew
  - Zduny

## Structure du terrain
D'après les données de 2002 la superficie de la commune de Krotoszyn est de 255,52 km2, répartis comme tel :
- terres agricoles : 64 %
- forêts : 28 %

La commune représente 35,78 % de la superficie du powiat.

## Démographie
Données du 30 juin 2004 :
| Description        | Total  | Total | Femmes | Femmes | Hommes | Hommes |
| ------------------ | ------ | ----- | ------ | ------ | ------ | ------ |
| Unité              | Nombre | %     | Nombre | %      | Nombre | %      |
| population         | 40 307 | 100   | 20 827 | 51,7   | 19 480 | 48,3   |
| Densité (hab./km²) | 157,7  | 157,7 | 81,5   | 81,5   | 76,2   | 76,2   |